# Jaguar R2
El Jaguar R2 fue el segundo coche creado por la escudería Jaguar, y fue utilizado en la Temporada 2001 de Fórmula 1. Demostró ser más rápido que su predecesor, el Jaguar R1, porque ambos pilotos consiguieron puntuar, salvo Luciano Burti, que fue sustituido a las 4 carreras por Pedro de la Rosa, que consiguió 3 puntos. El otro piloto fue Eddie Irvine, consiguió el primer podio de Jaguar en Mónaco, siendo 3.º, Además sumó más unidades. El equipo terminó 8.º en la clasificación del mundial.

## Resultados

### Fórmula 1
(Clave) (negrita indica pole position) (cursiva indica vuelta rápida)

| Año     | Motor                 | Neu. | N.º | Pilotos          | 1   | 2   | 3   | 4   | 5   | 6   | 7   | 8   | 9   | 10  | 11  | 12  | 13  | 14  | 15  | 16  | 17  | Puntos | Pos. |
| ------- | --------------------- | ---- | --- | ---------------- | --- | --- | --- | --- | --- | --- | --- | --- | --- | --- | --- | --- | --- | --- | --- | --- | --- | ------ | ---- |
| 2001    | Cosworth CR-3 3.0 V10 | M    |     |                  | AUS | MYS | BRA | SMR | ESP | AUT | MON | CAN | EUR | FRA | GBR | GER | HUN | BEL | ITA | USA | JPN | 9      | 8.º  |
| 2001    | Cosworth CR-3 3.0 V10 | M    | 18  | Eddie Irvine     | 11  | Ret | Ret | Ret | Ret | 7   | 3   | Ret | 7   | Ret | 9   | Ret | Ret | Ret | Ret | 5   | Ret | 9      | 8.º  |
| 2001    | Cosworth CR-3 3.0 V10 | M    | 19  | Luciano Burti    | 8   | 10  | Ret | 11  |     |     |     |     |     |     |     |     |     |     |     |     |     | 9      | 8.º  |
| 2001    | Cosworth CR-3 3.0 V10 | M    | 19  | Pedro de la Rosa |     |     |     |     | Ret | Ret | Ret | 6   | 8   | 14  | 12  | Ret | 11  | Ret | 5   | 12  | Ret | 9      | 8.º  |
| Fuente: |                       |      |     |                  |     |     |     |     |     |     |     |     |     |     |     |     |     |     |     |     |     |        |      |